# Meierijsche Museumboerderij
De Meierijsche Museumboerderij is een educatieve museumboerderij in het dorp Heeswijk-Dinther in Noord-Brabant.
Al vanaf de middeleeuwen vonden er argrarische activiteiten plaats op de plek waar de boerderij staat. In 1969 stopte de laatste boer met de bedrijfsvoering. Sinds 1978 is de boerderij in gebruik als museum waar aspecten van het leven, werken en wonen van de boerenbevolking op de schrale zandgrond van de Meierij wordt getoond.
Jaarlijks nemen zo'n 2500 schoolkinderen deel aan 'levende geschiedenislessen' op de boerderij.
Het museum staat ook open voor individueel en groepsbezoek.